# Gardenia thailandica
Gardenia thailandica är en måreväxtart som beskrevs av Deva D. Tirvengadum. Gardenia thailandica ingår i släktet Gardenia och familjen måreväxter. Inga underarter finns listade i Catalogue of Life.